# Álex Colomé
Álexander Manuel Colomé (né le 31 décembre 1988 à Saint-Domingue en République dominicaine) est un lanceur droitier des Ligues majeures de baseball.
À l'origine un lanceur partant, Álex Colomé est par la suite utilisé en relève et est le stoppeur des Rays en 2016.

## Carrière
Álex Colomé signe son premier contrat professionnel en 2007 avec les Devil Rays de Tampa Bay. Avant la saison 2010, alors qu'il évolue toujours en ligues mineures, il est classé 68e sur la liste annuelle des 100 meilleurs joueurs d'avenir selon Baseball America. 
Colomé impressionne à ses débuts dans le baseball majeur le 30 mai 2013. Il remporte la victoire à ce premier match où il est lanceur partant des Rays de Tampa Bay. Il enregistre 7 retraits sur des prises en 5 manches lancées tout en limitant les Marlins de Miami à un point non mérité dans un gain de 5-2 de son club.
En mars 2014, le baseball majeur suspend Colomé pour 50 matchs après qu'un contrôle antidopage eut révélé des traces de Boldenone, un stéroïde anabolisant habituellement utilisé pour traiter les chevaux.
À l'origine un lanceur partant, Álex Colomé est par utilisé en relève à partir de 2015 et devient le stoppeur des Rays en 2016. Il réalise cette saison-là 37 sauvetages et maintient une brillante moyenne de points mérités d'à peine 1,91 en 56 manches et deux tiers lancées, au cours desquelles il enregistre 71 retraits sur des prises.
Colomé est en août 2017 élu meilleur releveur du mois dans la Ligue américaine.